# Gheorghe Naghi
Gheorghe Naghi (n. 18 august 1932, Adjud, Putna, România – d. 10 martie 2019) a fost un regizor de film și actor român.

## Biografie
Familia regizorului Gheorghe Naghi este de etnie română și își are originea în comuna Ojdula (azi în județul Covasna). Potrivit afirmațiilor lui Gheorghe Naghi, bunicul său era de meserie tâmplar și avea numele de familie Mare. Autoritățile locale i-au maghiarizat numele fiului său, refuzând să-l înscrie în acte cu numele Mare și traducându-i-l în Nagy. Tatăl său a lucrat ca mecanic-șef la mai multe fabrici din Moldova, mutându-se prin mai multe orașe și stabilindu-se în cele din urmă la Piatra Neamț, unde a lucrat la celebra fabrică de parchet „Bistrița”.
Gheorghe Naghi s-a născut la 18 august 1932, în Adjudu-Vechi. A copilărit la Bacău, Roznov și Piatra Neamț, orașe pe care le descria ca având o numeroasă populație evreiască. Locuiau la Bacău în perioada pogromurilor antievreiești, iar tatăl său a luat apărarea evreilor și a salvat de linșaj familia unui evreu cu funcție de conducere în fabrică.
Pasiunea pentru cinematografie data din perioada copilăriei, iar primul film pe care l-a văzut a fost Praga, oraș de aur, unde a însoțit o fată mai mare, care se recomanda Ticuța a lui nea Gulă. Cinematograful Lux din Bacău era în acea vreme „o magherniță împuțită, plină de șobolani”, dar tânărul Naghi a fost pasionat de film și a devenit un spectator fidel. Tatăl său i-a cumpărat apoi un aparat de proiecție amator, pe care l-a reparat, iar Gheorghe Naghi a început să proiecteze filme pentru vecini în beciul casei sale din Piatra Neamț, iar mai târziu, după terminarea orelor de școală, l-a ajutat timp de un an și jumătate pe proiecționistul Vasile de la cinematograful „Trianon”. Tânărul își dorea să devină actor așa că a făcut figurație circa un an la Teatrul Național din Iași. A dat admitere la Institutul de Artă Teatrală și Cinematografică din București, impresionându-i pe membrii comisiei (Dinu Negreanu, Victor Iliu și Marietta Sadova) cu talentul de a repovesti fragmente din filme. Comisia l-a îndrumat către regia de film și l-a selectat pentru a studia la Institutul Unional de Cinematografie (V.G.I.K.) de la Moscova. Acolo i-a avut ca profesori, printre alții, pe Serghei Iutkevici, Serghei Gherasimov și Mihail Ceaureli.
A absolvit în 1955 cursurile Institutului Unional de Cinematografie de la Moscova, clasa Regie, și a lucrat ca regizor la Studioul Cinematografic București (1955-1984) și apoi ca regizor și director al filmului științific la Studioul Sahia-Film (din 1984). A fost căsătorit cu Eugenia Naghi (1928-2007), monteur la Studioul Cinematografic București între 1950 și 1986.
În paralel cu activitatea de regizor de film, a lucrat și ca asistent de regie pentru Sică Alexandrescu, la Teatrul Național din București.

## Filmografie

### Regizor
- După concurs (1955)
- Două lozuri (1957) - în colaborare cu Aurel Miheleș
- D-ale carnavalului (1959) - în colaborare cu Aurel Miheleș
- Telegrame (1960) - în colaborare cu Aurel Miheleș
- Bădăranii (1960) - în colaborare cu Sică Alexandrescu
- Lumină de iulie (1963)
- Globul de cristal (1964)
- Vremea zăpezilor (1966)
- Cine va deschide ușa? (1967)
- Doi bărbați pentru o moarte (1970)
- Legende contemporane (1972)
- Aventurile lui Babușcă (1973)
- Viața obligată (1974)
- Elixirul tinereții (1975)
- Alarmă în Deltă (1976)
- Reacții (1976)
- Ultima poveste (1976)
- Ciocolată cu alune (1979)
- Dumbrava minunată (1980)
- Fiul munților (1981)
- Acțiunea „Zuzuc” (1984)
- Egreta de fildeș (1988)
- Taina jocului de cuburi (1990)
- De-aș fi Peter Pan (1992)

### Scenarist
- Două lozuri (1957) - în colaborare cu Jean Georgescu și Aurel Miheleș
- D-ale carnavalului (1959) - în colaborare cu Aurel Miheleș
- Doi bărbați pentru o moarte (1970) - în colaborare cu András Sütő
- Alarmă în Deltă (1976) - în colaborare cu Petre Luscalov
- Ciocolată cu alune (1979) - în colaborare cu Vintilă Ornaru
- Fiul munților (1981) - în colaborare cu Petre Luscalov

### Actor
- Politică cu... delicatese (1964)
- Vremea zăpezilor (1966)
- Cine va deschide ușa? (1967)
- Castelul condamnaților (1970)
- Facerea lumii (1971)
- Asediul (1971)
- Frații (1971)
- Astă seară dansăm în familie (1972)
- Aventurile lui Babușcă (1973)
- Parașutiștii (1973)
- Elixirul tinereții (1975)
- Cantemir (1975)
- Alarmă în Deltă (1976)
- Toate pînzele sus (serial TV, 1977) - ep. 1
- Ciocolată cu alune (1979)
- Ultima frontieră a morții (1979)
- Taina jocului de cuburi (1990)
- De-aș fi Peter Pan (1992)